# Mirsad Skorupan
Mirsad Skorupan, slovenski geograf in pedagog, * 16. september 1956, Prijedor.
Poučuje na bolnišničnem oddelku Osnovne šole Ledina v Ljubljani. 
Strokovno se ukvarja z uvajanjem informacijske tehnologije in terenskega dela v pouk geografije. Predava na seminarjih za učitelje geografije in je avtor in soavtor več didaktičnih gradiv in priročnikov. Je tudi pionir in motivator rabe računalnika in digitalnih učnih gradiv za geografsko izobraževanje. 
Za svoje delo pri poučevanju učencev in dijakov v bolnišnični oskrbi, izobraževanju učiteljev geografije in sodelovanju v projektih in delovanju ZRSŠ, je leta 2013 prejel tudi najvišje priznanje Zavoda RS za šolstvo - Kumerdejevo priznanje.